# Centro botanico della Carinzia
Il Centro botanico della Carinzia gestisce il Botanischer Garden, il giardino botanico del comune austriaco di Klagenfurt ed è parte integrante del Museo di stato della Carinzia. La sua istituzione risale al 1862. Il sito si trova in una ex cava ai piedi del Kreuzbergl nel distretto di Klagenfurt-Land, in Carinzia.

## Storia

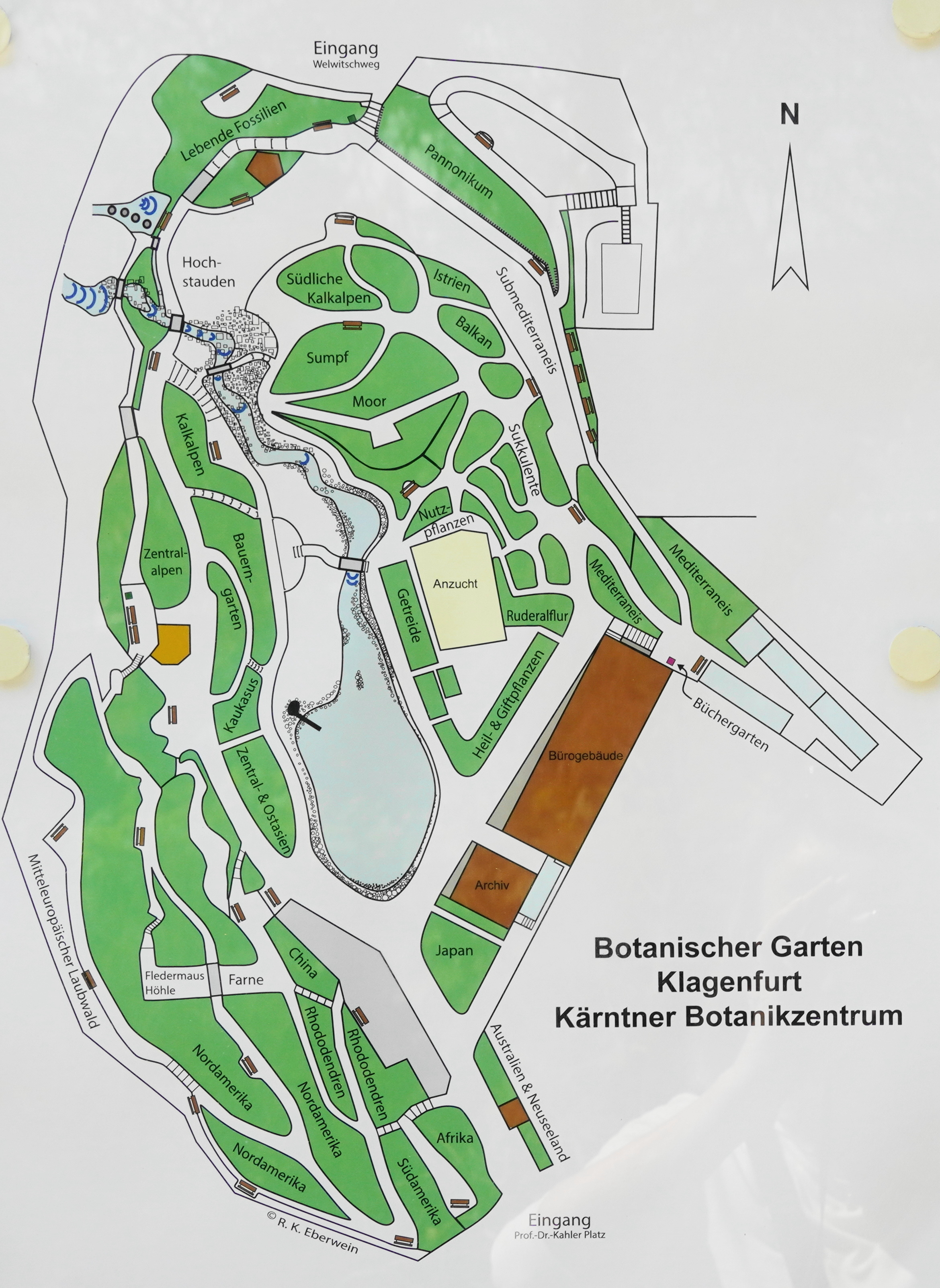
Pianta del giardino botanico

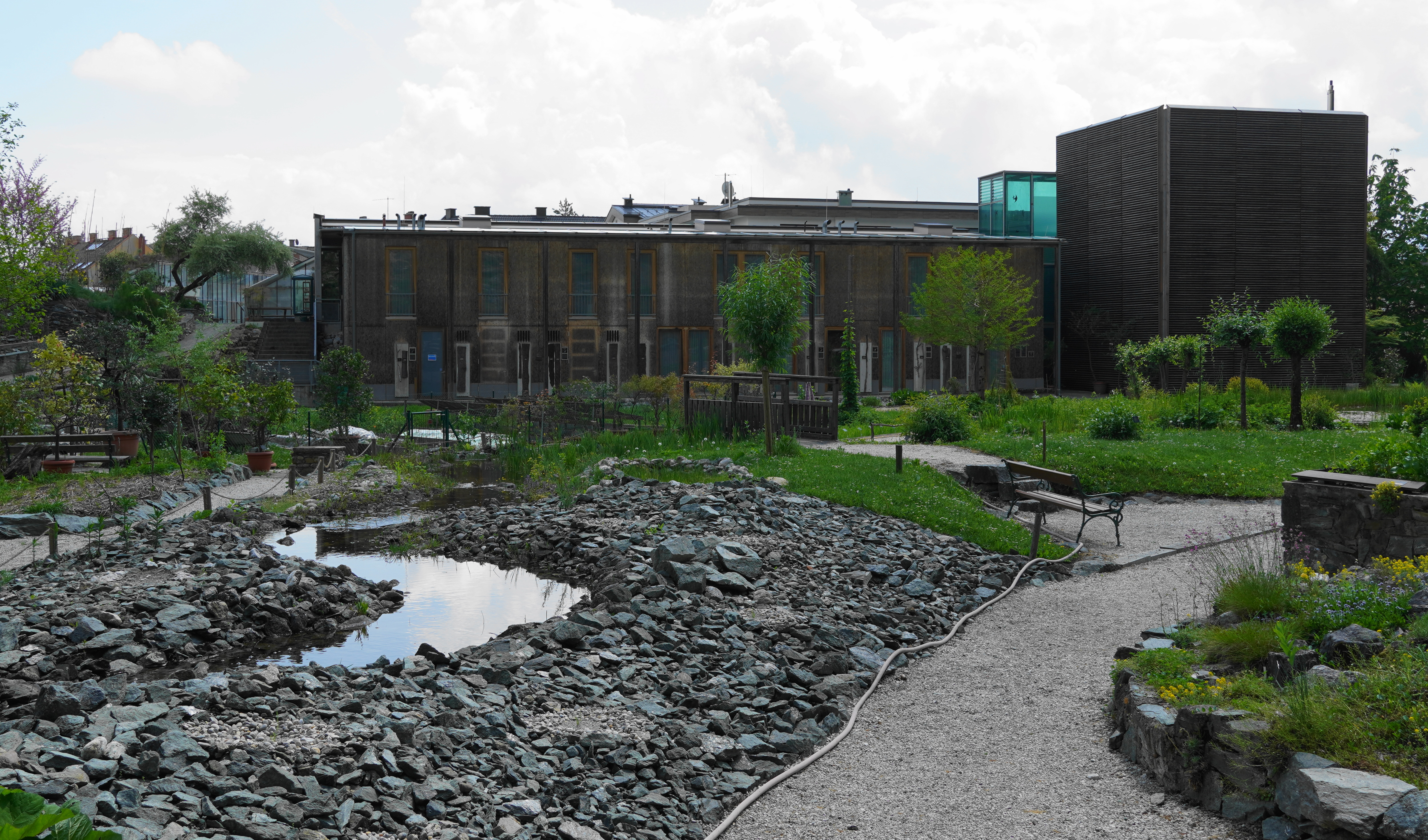
Visione d'insieme

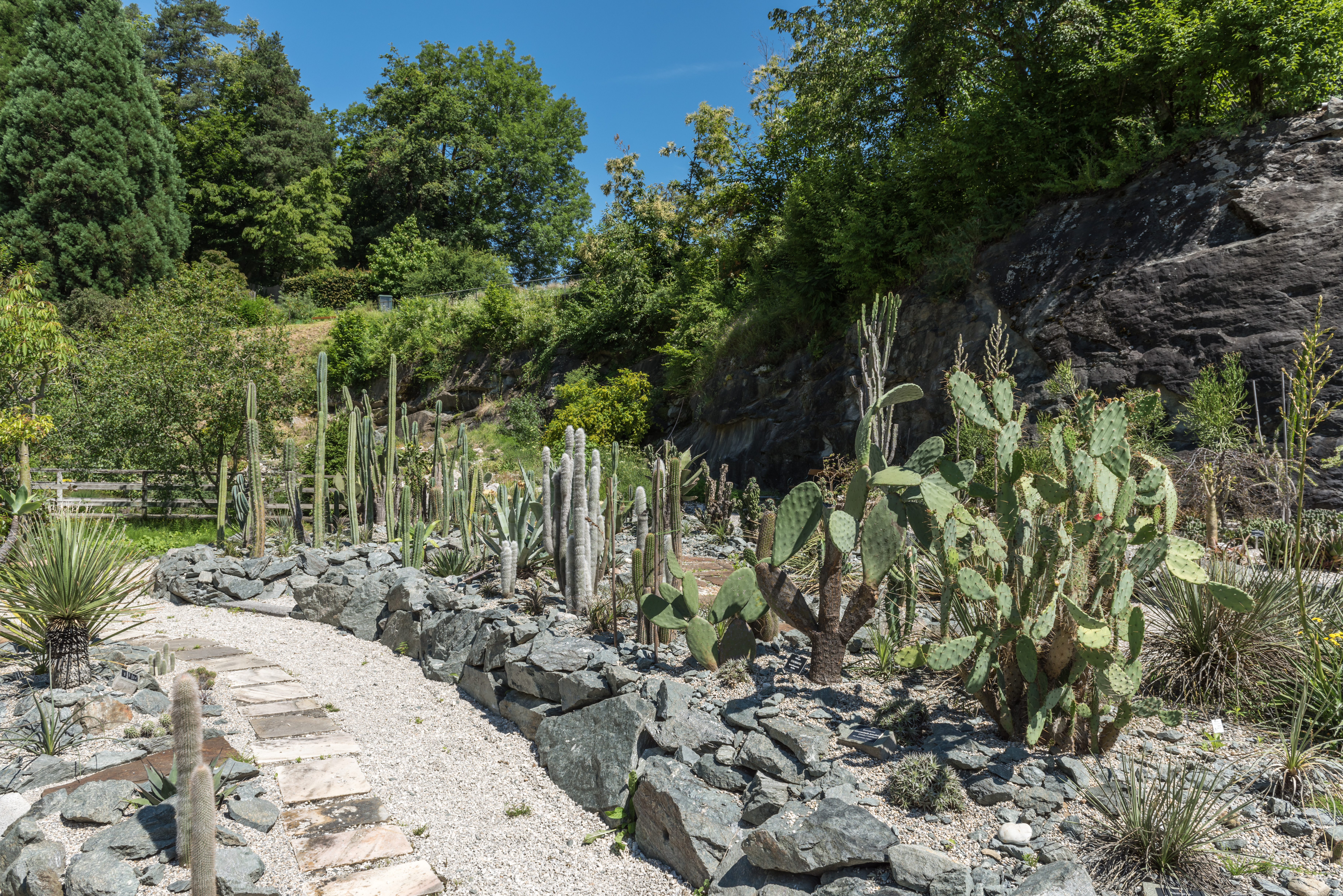
Settore delle piante succulente

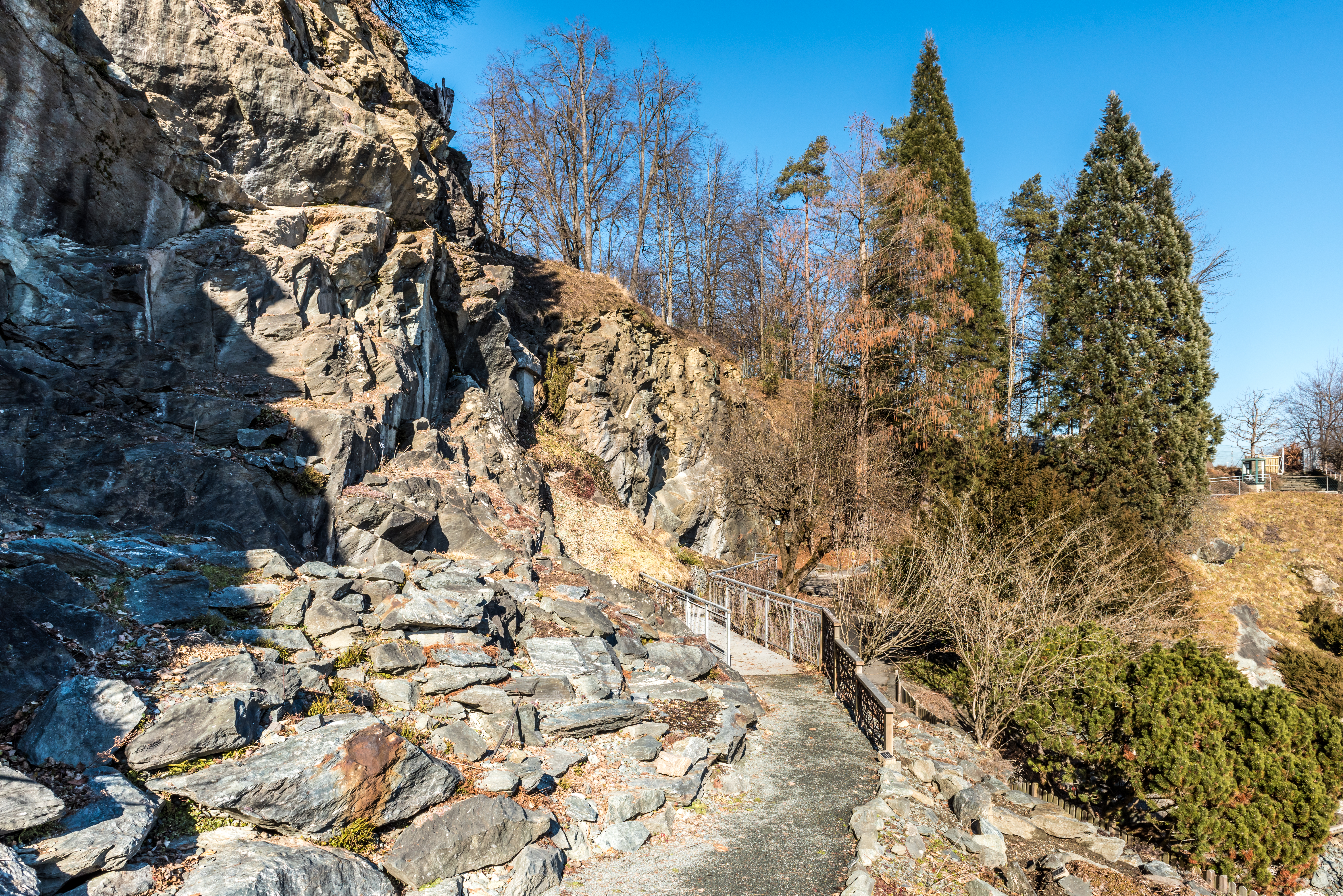
Ambiente montano roccioso

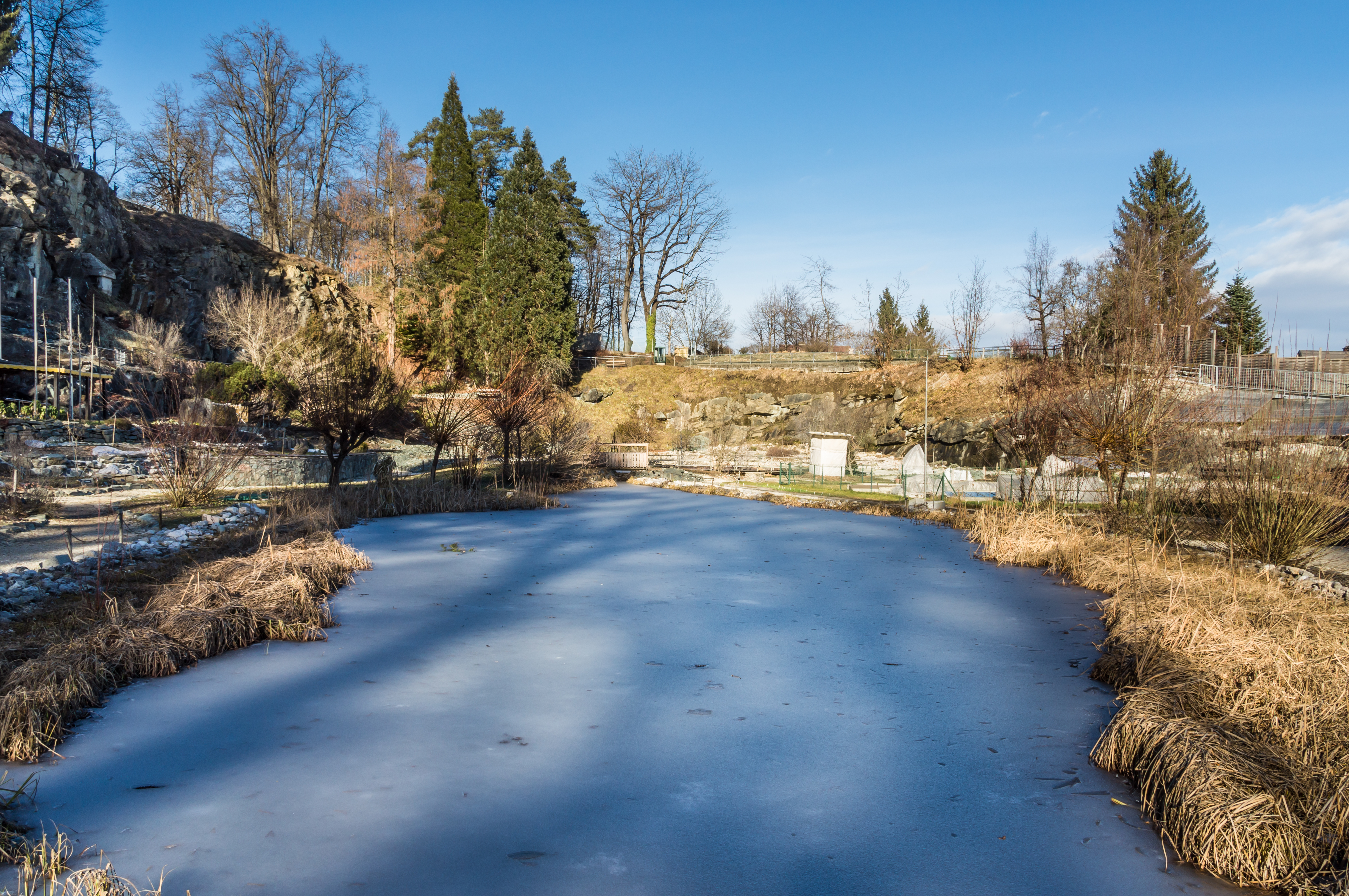
Laghetto

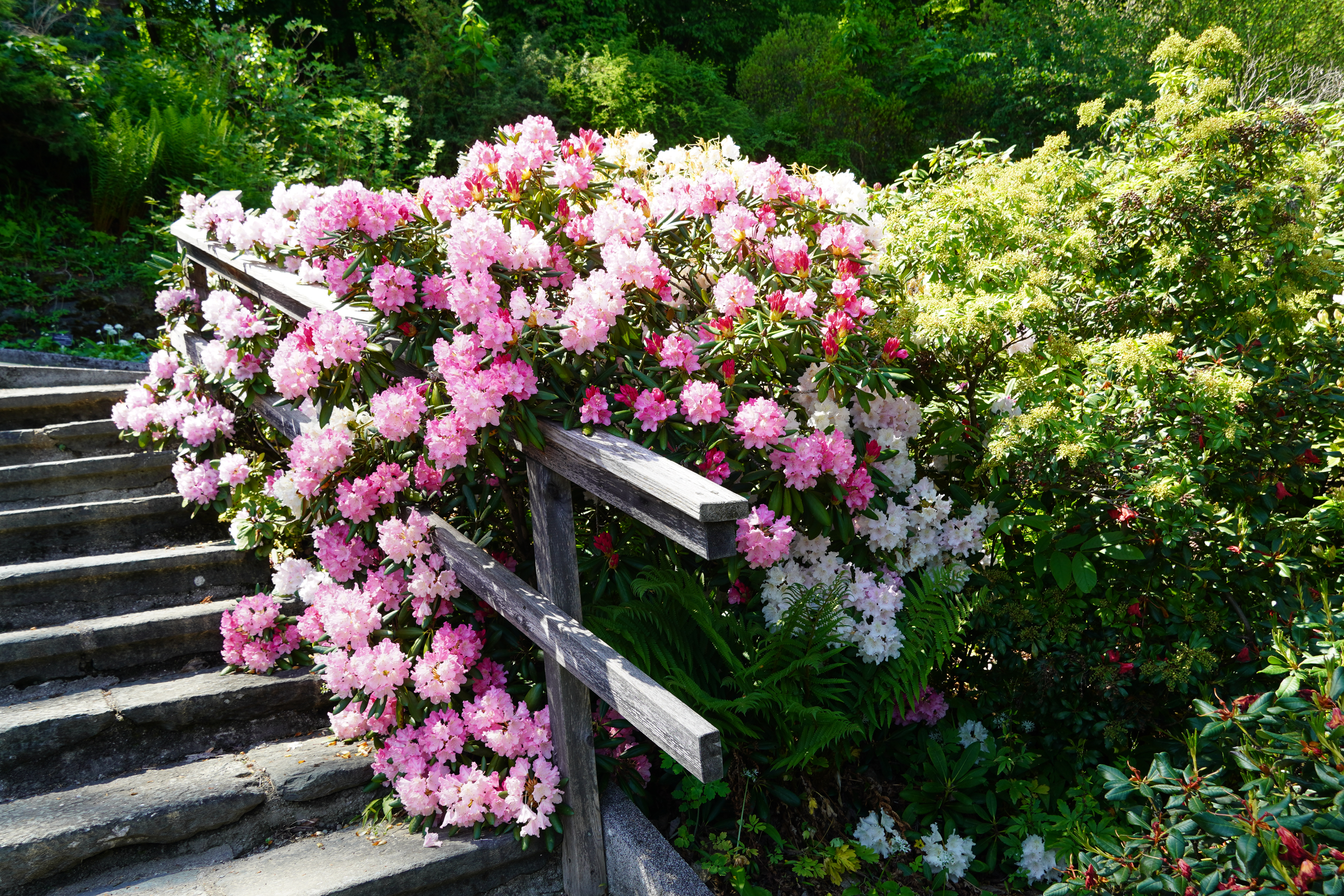
Particolare di uno dei percorsi

Le prime collezioni legate al Museo di stato della Carinzia risalgono al 1844 mentre il 22 aprile 1862 veniva ufficialmente stabilita la creazione, sotto la sua direzione scientifica,
dell'orto botanico di Klagenfurt. Il primo sito deciso per tale funzione fu il giardino nel cimitero dell'ospedale cittadino. Dopo un attentato dinamitardo l'orto botanico originale fu distrutto e piante e attrezzature vennero trasferite nella cava abbandonata ai piedi del Kreuzbergl e nella sua nuova sede venne aperto nel giugno 1965. L'edificio principale del Centro Botanico della Carinzia fu progettato dagli architetti Gasparin & Meier e completato nel 1998.
Sino al 2015 dal sito era aperto l'accesso al Bergbaumuseum Klagenfurt, il museo delle miniere che venne utilizzato anche come rifugio antiaereo durante la seconda guerra mondiale che poi è stato chiuso per motivi economici.

## Descrizione
Il complesso del centro botanico della Carinzia si trova nel territorio del comune austriaco di Klagenfurt ed è situato in una ex cava ai piedi del Kreuzbergl nel distretto di Klagenfurt-Land, in Carinzia. Comprende il giardino botanico, il più antico erbario della Carinzia (Herbarium Vivum del 1752), e una biblioteca specializzata.

## Strutture
Il complesso comprende:
- Edificio principale.
- Giardino botanico con percorsi adatti alla visita
- Ricostruzioni di paesaggi e ambienti come cascata, ruscello e stagno, spazio per piante succulente, piante utili, medicinali e velenose.

## Finalità
Le principali funzioni della struttura sono:
- Conservazione di specie rare o in via di estinzione, ricerca, consulenza, istruzione e ricreazione.
- Scambio regolare internazionale di semi. Il centro è tenuto, secondo le norme internazionali, a trasferire e scambiare i semi con altre istituzioni botaniche selezionate in tutto il mondo, oltre 360 strutture analoghe in moltissimi paesi.
- Conservazione degli erbari di valore internazionale. L'Herbarium Vivum risale al 1752. Si conservano più di 250.000 esemplari di piante da fiore essiccate e preparate, felci, equiseti, alghe, muschi, licheni e funghi.
- Conservazione della collezione di oltre 8.200 esemplari di fossili vegetali, provenienti principalmente dalla Carinzia.
- Pubblicazione di articoli su riviste specializzate a livello internazionale, pubblicazione annuale dell'Index Seminum per lo scambio di frutta e semi e della propria rivista specializzata Wulfenia.[6]
- Rendere fruibile per la consultazione la biblioteca con oltre 50.000 volumi, riviste e stampe.
- Collaborazione con l'orto botanico dell'Università di Vienna.[7]